# Tetrastemma piolinum
Tetrastemma piolinum är en djurart som tillhör fylumet slemmaskar, och som beskrevs av Corrêa 1957. Tetrastemma piolinum ingår i släktet Tetrastemma och familjen Tetrastemmatidae. Inga underarter finns listade i Catalogue of Life.